# 王浩 (乒乓球运动员)
王浩（1966年11月28日—）是中国男子乒乓球运动员。他曾获得1987年世界乒乓球锦标赛男子团体金牌、混合双打银牌，1993年世界乒乓球锦标赛男子团体银牌。